# Den Store Badedag
Den Store Badedag é um filme feito pelo diretor Stellan Olsson, trata-se de uma obra sueco/dinarmaquesa. Filmado em 1991 tem o título original de Store Badebag. Drama naturalista.